# Stanga/Tecnomasio
 (octobre 2014).
Si vous disposez d'ouvrages ou d'articles de référence ou si vous connaissez des sites web de qualité traitant du thème abordé ici, merci de compléter l'article en donnant les références utiles à sa vérifiabilité et en les liant à la section « Notes et références ».
Le trolleybus Stanga/Tecnomasio est un modèle unique de trolleybus articulé fabriqué par le constructeur italien Officine Meccaniche della Stanga mis en service par l'ATAG de Rome en 1941

Ce modèle repose sur un châssis articulé spécifique développé par Stanga de 18,30 mètres à 3 essieux avec 2 moteurs Tecnomasio. 
Ce châssis a la particularité d'être une nouveauté mondiale car auparavant, les bus articulés comportaient deux caisses indépendantes. Le principe d'articulation reprend celui que Stanga avait mis au point pour les trams permettant donc une communication entre les caisses et de supprimer 1 essieu.
Le nombre de places est de 150 assises dont 40 assises. Le rayon de giration est très réduit, pour l'époque, 11 mètres.
Chacun des 2 moteurs, reliés en série, agit sur un des 2 essieux moteurs arrière, à travers un accélérateur rhéostatique type ARG.
Le frein de service est électrique rhéostatique, commandé par la pédale du frein à air comprimé.
Le premier et unique exemplaire sera mis en service par la société des transports en commun de Rome, l'ATAG, en avril 1941.
Le véhicule se révèlera très fiable mécaniquement mais délicat dans son fonctionnement. En effet, le réglage de la puissance des 2 moteurs, en absence de l'électronique actuelle, était laissée à l'appréciation du mécanicien. Certains d'entre eux ayant la fâcheuse tendance à abuser le la réduction du courant d'excitation sans attendre que l'intensité absorbée par les moteurs soit repassée au-dessous d'une certaine valeur, lors des démarrages aux arrêts.
Ce véhicule resta en service jusqu'en 1953, date à laquelle d'autres modèles des constructeurs Fiat V.I. et Alfa Romeo viendront compléter l'offre des sociétés de transport en commun.